# Sphoeroides spengleri
Sphoeroides spengleri es una especie de peces de la familia Tetraodontidae en el orden de los Tetraodontiformes.

## Morfología
Los machos pueden llegar alcanzar los 30 cm de longitud total.

## Alimentación
Come moluscos, crustáceos y equinodermos.

## Depredadores
Es depredado por  lampuga ( Coryphaena hippurus )

## Hábitat
Es un pez de mar de clima subtropical y asociado a los  arrecifes de coral que vive entre 2-70 m de profundidad.

## Distribución geográfica
Se encuentra en el Atlántico occidental: desde Massachusetts (Estados Unidos) hasta Santa Catarina (Brasil ).

## Observaciones
No se puede comer ya que es  venenoso para los humanos.